# Athens (Virgínia Ocidental)
Athens é uma cidade  localizada no estado norte-americano de Virgínia Ocidental, no Condado de Mercer.

## Demografia
Segundo o censo norte-americano de 2000, a sua população era de 1102 habitantes. 
Em 2006, foi estimada uma população de 1179, um aumento de 77 (7.0%).

## Geografia
De acordo com o United States Census Bureau tem uma área de 
1,1 km², dos quais 1,1 km² cobertos por terra e 0,0 km² cobertos por água. Athens localiza-se a aproximadamente 722 m acima do nível do mar.

## Localidades na vizinhança
O diagrama seguinte representa as localidades num raio de 20 km ao redor de Athens. 